# Brooke Pratley
Brooke Pratley (* 6. April 1980 in Goulburn, Australien) ist eine ehemalige australische Ruderin, die 2012 eine olympische Silbermedaille gewann.
Pratley begann 2003 mit dem Rudern und trat 2006 erstmals im Ruder-Weltcup an, bei den Weltmeisterschaften 2006 gewann sie zusammen mit Liz Kell im Doppelzweier. Im Jahr darauf startete die 1,91 m große Ruderin im Doppelvierer und belegte den siebten Platz bei den Weltmeisterschaften in München. Bei der Olympischen Regatta 2008 in Peking saß Brooke Pratley im australischen Achter, der den sechsten Platz belegte. 
Nach einem Jahr Pause ruderte Pratley bei den Weltmeisterschaften 2010 mit dem Doppelvierer auf den vierten Platz, ein Jahr später bei den Weltmeisterschaften 2011 in Bled belegte der australische Doppelvierer erneut den vierten Platz. 2012 wechselte Pratley zu Kim Crow in den australischen Doppelzweier, sowohl beim Weltcup in München als auch bei der Olympiaregatta in Eton belegten Crow und Pratley den zweiten Platz hinter den Britinnen Katherine Grainger und Anna Watkins.